# برنارد کلمب
برنارد ماری فرانسوا الکساندر کُلُمب-کلِرک (فرانسوی: Bernard Marie François Alexandre Collomb-Clerc‎؛ زادهٔ ۷ اکتبر ۱۹۳۰ در انسی، اوت سووآ، درگذشتهٔ ۱۹ سپتامبر ۲۰۱۱ در لا کول-سور-لوپ، آلپ-ماریتیم) رانندهٔ مسابقات اتومبیل‌رانی فرمول یک اهل فرانسه بود که از فصل ۱۹۶۱ تا ۱۹۶۴ در مجموع در شش گراند پری شرکت کرد، اما موفق به کسب هیچ امتیازی نشد.
کلمب در ۱۹ سپتامبر ۲۰۱۱ در لا کول-سور-لوپ، آلپ-ماریتیم درگذشت.